# Tomé Pinheiro da Veiga
Tomé Pinheiro da Veiga (Coimbra, 1566 ou 1571 – Lisboa, 29 de Julho de 1656), foi um magistrado, político e escritor português que, sob os Filipes, desempenhou as funções de procurador da Coroa, desembargador do Paço, vedor da Fazenda da Rainha e chanceler-mor do Reino, mantendo importantes funções, incluindo a de procurador da Coroa, após a Restauração, durante o reinado de D. João IV.

## Filiação
Era filho de Rui Lopes da Veiga e neto de Tomás Rodrigues da Veiga, cristãos-novos, ambos catedráticos da Universidade de Coimbra, o primeiro de Direito, o segundo de Medicina. Sua mãe foi D. Helena Pinheiro, descendente da Casa de Aboim.

## Formação e carreira de magistrado
Recebeu o grau de bacharel em Leis pela Universidade de Coimbra em 1593.
Iniciou a sua carreira de magistrado como ouvidor de Esgueira e de Alenquer, sendo depois nomeado desembargador da Relação do Porto. A 7 de Junho de 1617 tomou posse como desembargador da Casa da Suplicação e, em 1620 como desembargador dos Agravos. Em 1627 foi nomeado procurador da Coroa.
Ao longo da sua carreira sob o domínio filipino, terçou "inúmeras batalhas a favor da monarquia dual, contra a nobreza, os delegados papais, o senado lisboeta…". Revolvendo o Arquivo da Torre do Tombo e inquirindo junto de todos os procuradores e corregedores, Pinheiro da Veiga aumentou o património real em duzentos padroados de igrejas "que estavam usurpados à Coroa".

## Procurador da Coroa sob D. João IV
Após a revolução de 1640, que apoiou, preparou as Cortes do reinado de D. João IV, cinco vezes convocadas pelo rei. Foi ele quem, sozinho, "examinou e aprovou as Procurações de 18 Cidades, e 75 Vilas que compõem o Reino, resolvendo as dúvidas que se moviam", o que revela a confiança nele posta pelo rei.
Também sob D. João IV, opôs-se, com êxito, à introdução em Portugal do papel selado, que fora decidida ainda no tempo de Filipe III de Espanha.

## Autor deFastigínia
Como escritor, é autor de uma obra famosa, intitulada Fastigímia ou Fastigínia, escrita por volta de 1607-1608. Divulgada na sua época em cópias manuscritas, só seria impressa no princípio do século XX, em edição de Sampaio Bruno (Porto, 1911).
Em Fastigínia, o autor, que se autodenomina Turpin, relata a sua estadia de oito meses em Espanha, desde Dezembro de 1604 até Julho de 1605, especialmente na cidade de Valladolid, onde se encontrava então sediada a Corte ibérica. Ali nasceu o futuro Filipe IV na sexta-feira santa (8 de Abril) de 1605, assistindo Tomé Pinheiro da Veiga aos sucessivos festejos desencadeados por tal acontecimento. O autor revela-se nesta obra um atento observador de pessoas, lugares, costumes e mentalidades, especialmente da vida cortesã, que descreve com grande vivacidade e, por vezes, acerada ironia, incluindo alusões sarcásticas ao I Duque de Lerma, estribeiro-mor, primeiro-ministro e valido do rei Filipe III. Ali faz também uma comparação das sociedades e das gentes portuguesas e espanholas, num raro e valioso retrato contrastado do ambiente social, cultural e político do princípio de Seiscentos. No regresso a Portugal, as diferenças ressaltavam mais aos olhos do autor: “[…] o nosso Portugalete se nos mostrou com uma cara de vilãozinho, encarquilhada, mui trefo, tudo penedos escabrosos e montes, sem nenhuma lhaneza, muita silveira e a terra partida aos palmos com suas paredinhas, como quem diz: isto é meu, não é teu, não me furtes as minhas uvas. […] tudo tão diferente da largueza dos ânimos de Castela”. A misoginia do homem português era flagrante, na comparação com a liberdade e protagonismo social usufruídos pelas mulheres castelhanas: "[…] como se as mulheres [portuguesas] não foram nossas irmãs e filhas dos nossos pais, nem foram cristãs e bichinhos que bolem e sabem falar". Chegado a Portugal, no entanto, já diz que "depois dos abraços dos irmãos e lágrimas das irmãs e dos parentes, comecei a me namorar mais da modéstia e sujeição da nossa pátria, que das aparências fantásticas das estranhas".

## Retrato
Segundo Barbosa Machado, o senado dos Estados Gerais dos Países Baixos adquiriu um retrato de Tomé Pinheiro da Veiga, encomendado em 1651, em Lisboa, para ser colocado no senado, na Haia, entre os retratos de holandeses famosos.

## Hipotética autoria deArte de Furtar
Sugeriram alguns escritores e estudiosos, em diferentes épocas, que a obra anónima Arte de Furtar (1652) seria da sua lavra, mas a autoria dessa obra está hoje de forma bastante consensual atribuída ao jesuíta Manuel da Costa.